# Irish Open 2002
Die Irish Open 2002 im Badminton fanden vom 12. bis zum 15. Dezember 2002 in Lisburn statt.

## Medaillengewinner
| Disziplin    | Gold                           | Silber                         | Bronze                           |
| ------------ | ------------------------------ | ------------------------------ | -------------------------------- |
| Herreneinzel | Kenneth Jonassen               | Kasperi Salo                   | Per-Henrik Croona                |
| Herreneinzel | Kenneth Jonassen               | Kasperi Salo                   | Mark Burgess                     |
| Dameneinzel  | Karina de Wit                  | Yuki Shimada                   | Juliane Schenk                   |
| Dameneinzel  | Karina de Wit                  | Yuki Shimada                   | Tine Rasmussen                   |
| Herrendoppel | Robert Blair Ian Palethorpe    | Peter Jeffrey Julian Robertson | David Lindley Kristian Roebuck   |
| Herrendoppel | Robert Blair Ian Palethorpe    | Peter Jeffrey Julian Robertson | Imanuel Hirschfeld Jörgen Olsson |
| Damendoppel  | Ella Tripp Joanne Wright       | Nicole Grether Juliane Schenk  | Liza Parker Suzanne Rayappan     |
| Damendoppel  | Ella Tripp Joanne Wright       | Nicole Grether Juliane Schenk  | Frida Andreasson Lina Uhac       |
| Mixed        | Peter Jeffrey Suzanne Rayappan | Jörgen Olsson Frida Andreasson | David Lindley Liza Parker        |
| Mixed        | Peter Jeffrey Suzanne Rayappan | Jörgen Olsson Frida Andreasson | Kristian Roebuck Emma Hendry     |